# Xavier Pavie
 (août 2023).
Si vous disposez d'ouvrages ou d'articles de référence ou si vous connaissez des sites web de qualité traitant du thème abordé ici, merci de compléter l'article en donnant les références utiles à sa vérifiabilité et en les liant à la section « Notes et références ».
Xavier Pavie est un philosophe et économiste français né le 25 novembre 1973 dont les travaux sont consacrés à la philosophie des exercices spirituels, l'entreprise et l'innovation responsable.

## Biographie
Xavier Pavie est un philosophe français né le 25 novembre 1973.
Il possède une double formation: licence en science de gestion à Novancia et suit parallèlement une licence de philosophie à l'Université Paris-Nanterre,. Il obtient ensuite un master en management à Institut international du commerce et du développement ainsi qu'un master de philosophie à l'Université Paris-Nanterre sous la direction de François Laruelle. Il effectue sa thèse de doctorat de philosophie sur le thème des exercices spirituels sous la direction de Jean-François Balaudé. Il suit l'International Teaching Program d'HEC ainsi que le Global Colloquium on Participant-Centered Learning de Harvard Business School. Il a également une Habilitation à diriger des recherches en philosophie de l'Université Paris Nanterre,.
Il travaille pendant une quinzaine d'années chez Nestlé, Unilever puis le Club Med, notamment sur des projets d'innovations. En 2008, il rejoint l’ESSEC Business School, dont il devient professeur. En 2011 il est chargé de définir l’innovation-responsable avec l’appui d’un réseau d’universités internationales au sein d’un projet soutenu par la commission européenne. En 2012, il crée le centre iMagination. Il est également chercheur associé à l’Institut de recherches philosophiques (IREPH) à l’université Paris-Nanterre. Il dirige l’Advanced Certificate Management de l'innovation responsable qu’il a créé en 2011.
En juin 2022 il est élu directeur de programme au Collège international de philosophie.

## Pensée philosophique
Xavier Pavie travaille sur la question des Exercices spirituels dans l'espace contemporain. Faisant suite aux travaux de Pierre Hadot (dont il a édité un recueil,) et de Michel Foucault, il considère que les exercices spirituels présents dans la philosophie antique, doivent être repensés pour l'espace contemporain.
Cette problématique de la présence des exercices spirituels est également selon lui une voie pour repenser les enjeux politiques, économiques et sociaux à travers l'innovation responsable. C'est pour lui l'éducation et la pratique des exercices spirituels par l'innovateur qui pourra rendre possible la construction d'un monde plus responsable,.

## Publications

### Ouvrages
- Exercices spirituels dans la philosophie de Husserl, (France), L'Harmattan 2008
- L'apprentissage de soi. Exercices spirituels de Socrate à Foucault, Eyrolles, 2009, 248 p.
- La méditation philosophique, Paris (France), Eyrolles, 2010
- Innovation responsable, stratégie et levier de croissance des organisations, Eyrolles, 2012, 144 p.
- Exercices spirituels, leçons de la philosophie antique, Paris (France), Les Belles Lettres, 2012
- Valuing people to create value (avec H. Mathe et M. O'Keeffe), (UK), World Scientific, 2012
- L'influence du dialogue sur les relations et l'expérience client (avec H. Mathe, L. Abrate, S. Paranthoen), (France), L'Harmattan, 2013
- Exercices spirituels. Leçons de la philosophie contemporaine, Paris (France), Les Belles Lettres, 2013
- Responsible innovation, from concept to practice (avec V. Scholten et D. Carthy), (UK), World Scientific, 2014
- Le Design Thinking au service de l'Innovation Responsable (avec D. Carthy, C. Jouanny, F. Verez), Paris (France), Maxima, 2015
- Le choix d'exister, Les Belles Lettres, 2015
- L'innovation à l'épreuve de la philosophie, Presses Universitaires de France, 2018 - Prix du meilleur ouvrage de management 2019
- Philosophie critique de l'innovation et de l'innovateur, (France), ISTE, 2020. Traduction Criticial Philosophy of Innovation and Innovator, WILEY, 2020.
- Exercices spirituels philosophiques, Presses Universitaires de France, 2022
- L'imagination comme mode de vie, Presses Universitaires de France, 2023
- Le pouvoir transformateur de l'art, Editions Roussard, 2024
- Questions philosophiques, enjeux pour les organisations, Eyrolles, 2024

### Direction d'ouvrages
- L'innovation dans les services : Perspectives et stratégies, (France), L'Harmattan, 2008
- Management Stratégique des Services et Innovation: Complexités et Nécessité, Paris (France), L'Harmattan, 2010
- L'innovation, l'élan du XXIe siècle (avec H. Mathe), Paris (France), L'Harmattan, 2014
- Pierre Hadot, discours et mode de vie, Paris (France), Les Belles Lettres, 2014 (Préface, textes réunis et présentés par Xavier Pavie)
- Le goût d'imaginer sa vie (dir.), Les Belles Lettres, 2018, 402 p. Traduction Creativity, imagination and innovation, World Scientific (UK), 2019
- Imaginer le monde de demain (dir.), Maxima, 2021.
- Imaginer son futur (dir.), L'Harmattan 2021.

### Chapitres et Préfaces
- Du voyage au tourisme, Préface de l'ouvrageTourisme et innovation, Pierre Kalfon, L'Harmattan, 2009.
- Prendre soin de soi, prendre soin des autres. L’essence des exercices spirituels, Eranos, Soul between Enchantment and Disenchantment, Daimon, 2016.
- Les exercices spirituels pour agir dans un monde complexe, Complexité et organisations – Faire face aux défis de demain, coordonné par Edgar Morin et Laurent Bibard, Eyrolles, 2018.
- L’imagination peut elle être un exercice spirituel ? La philosophie un art de vivre, dir. Jean-François Buisson, Cabédita 2021.
- Demystifier le mystique, MonthDayYear, 2021.
- Le regard d’en haut, dans Nouvelles Mythologies Alpines, dir. François Damilano, JME éditions 2022.
- Le saut d’un être l’autre ?, Catalogue d’exposition de l’artiste Bust The Drip, Musée de l’Orangerie, Sucy en Brie, novembre 2022.
- How Innovation is a Question of Survival and Responsbility, Préface deThe Workforce Experience, Medlar publishing 2023.
- De la responsabilité du sens au sens de la responsabilité, Préface de l'ouvrage Mon métier aura du sens, Julien Vidal, Vuibert 2023.
- Où penser le Stoïcisme aujourd’hui ? dans Vivre en stoïcien, dir. Maël Goarzin, L’Harmattan 2024.

### Opuscules
- Le rôle de l’innovation dans la stratégie des médias  (sous la dir. de), revue Innovation & Société, décembre 2010
- De quoi l’innovation-responsable est-elle le nom ? revue Innovation & Société, novembre 2011.
- Service public et efficacité : associer culture de responsabilité et culture d’innovation (with H. Schneider), revue Innovation & Société, septembre 2011.
- Innovation-responsable et performance : oxymore ou réalité ? (sous la dir. de), revue Innovation & Société, mai 2011.
- Innovation, réseaux sociaux et collaboratifs (sous la dir. de), revue Innovation & Société, juillet 2011
- Quality of Daily Life, a Key Driver for Performance & Engagement in Organization (with H. Mathe and J. Egal), revue Innovation & Société, septembre 2012.
- L’innovation responsable et son intégration dans les processus d’innovation (sous la dir. de), revue Innovation & Société, novembre 2012.
- Les nouvelles frontières de l'innovation dans la santé au XXIe siècle (sous la dir. de), revue Innovation & Société, septembre 2012.
- Les services à la personne : état des lieux et perspectives (sous la dir. de) revue Innovation & Société, janvier 2012.
- Parcours patient, parcours client (sous la dir. de), revue Innovation & Société, février 2013.
- Le rôle de l’innovation dans la stratégie des médias  (sous la dir. de), revue Innovation & Société, décembre 2014
- L’innovation responsable face aux enjeux du transhumanisme (sous la dir. de), revue Innovation & Société, février 2014
- Le service, enjeu pour l’avenir du commerce de proximité (sous la dir. de), revue Innovation & Société, janvier 2014.
- Transformer son business model par l’innovation dans les services, (sous la dir. de), revue Innovation & Société, janvier 2015.
- Une année de bien être pour l'agenda de l'antiquité, Les Belles Lettres, France, 2016
- La philosophie comme manière de vivre, Pavillon de France Auroville, 2017
- L'innovation à l'ère du bien commun, (avec B. Boscher). Paris (France), Fondapol, 2018